# Црква светог великомученика Димитрија (Српска Мечка)
Црква светог великомученика Димитрија је један од православних храмова Српске православне цркве у Српској Мечки (Рацмечка) (мађ. Erdősmecske). Црква припада Будимској епархији Српске православне цркве.
Црква је посвећена светом великомученику Димитрију.

## Историјат
Сматра се да је постојала богомоља-капела у склопу сеоске куће и пре градње цркве у 18. веку  која је срушна почетком 20. века.  Године 1793. је обновљена црква из 18. века.
Садашња Црква светог великомученика Димитрија је подигнута 1911. године. Црква је скромних архитектонских форми. Поседује новији иконостас без уметничке вредности.
Црква светог великомученика Димитрија у Српској Мечки је парохија Архијерејског намесништва мохачког чији је Архијерејски намесник Јереј Зоран Живић. Администратор парохије је Јереј Милан Ерић.